# Thorsminde
Thorsminde (ou Torsminde) est un village de pêcheurs de 296 habitants (en 2024) à peu près au milieu de l’isthme qui sépare le fjord de Nissum et la mer du Nord, dans le nord du Jutland occidental au Danemark. La ville appartient à la paroisse de Sønder Nissum et à la municipalité de Holstebro dans la région du Jutland central.
Les bancs de sable au large de Thorsminde ont été désignés comme zone d’habitat (H254).

## Port de pêche de Thorsminde
L’embouchure du fjord de Nissum dans la mer du Nord a percé la rangée de dunes qui ferment le fjord lors d’une onde de tempête en 1741 et est restée ouverte jusqu’en 1804, mais s’est avérée plus tard de plus en plus sujette au ponçage, de sorte qu’il a dû être maintenu ouvert lors de nouvelles fouilles.
En 1868-1870, une société commerciale anglaise a tenté d’établir un canal avec une écluse pour réguler le niveau de l’eau dans le fjord de Nissum, mais ce projet a été abandonné en 1885 en raison de l’ensablement. Ce n’est qu’en 1930 que l’État danois a rétabli l’écluse avec deux passages de drainage et une écluse à chambre pour les navires. Dans le même temps, l’État a également construit deux brise-lames du côté de la mer, et ainsi la pêche a commencé sur le site. Elle n’a cessé de croître au fil des ans et, dans les années 1960, le besoin d’agrandissement était si urgent que les autorités locales ont finalement réussi à achever en 1967 la construction d’un bassin portuaire à l’extérieur de l’écluse, le port ouest.
Dans les années 1980 et 1990, le port de pêche de Thorsminde comptait environ 75 bateaux de pêche résidents, et le port a été utilisé à plusieurs reprises par jusqu’à 100 navires de pêche. Le ralentissement de l’industrie de la pêche au cours des dernières années a affecté Thorsminde, de sorte qu’au 40e anniversaire du port en 2007, il n’y avait plus qu’environ 25 navires l’ayant comme port d'attache. Le port est en cours d’agrandissement pour desservir le parc éolien de Thor, situé à 22 km à l’ouest de la ville.

## Surf
Thorsminde est en train de devenir une destination de surf reconnue. Sur le côté sud de la grande jetée sud de l’écluse, de grosses vagues se produisent dans la direction du vent et elles conviennent au surf.
Sur le côté est de la ville se trouve le fjord de Nissum, qui est un endroit idéal pour le kitesurf et la planche à voile. Des cours sont proposés au camping local, qui fournit des instructeurs et du matériel.

## Échouements

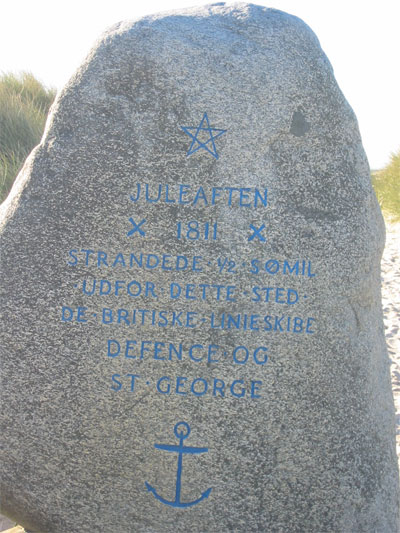
Stèle commémorative de l’échouement de 1811.

Pendant les guerres napoléoniennes, deux navires de guerre britanniques, les HMS St George (98 canons) et HMS Defence (74 canons), appartenant à la flotte britannique de la mer Baltique, sont bloqués au large de Thorsminde les 23 et 24 décembre 1811 lors d’une violente tempête. Ce fut le plus grand échouement de la côte ouest, et presque tous les équipages (environ 1300 hommes) ont péri. En 1937, une stèle commémorative a été érigée à côté du site de l’échouement, et au musée des épaves, il y a des expositions sur la catastrophe et d’autres échouements dans la région, qui a également été touchée par les batailles navales pendant la Première Guerre mondiale.

## Administration
De 1970 à 2007, Thorsminde appartenait à la municipalité d’Ulfborg-Vemb.

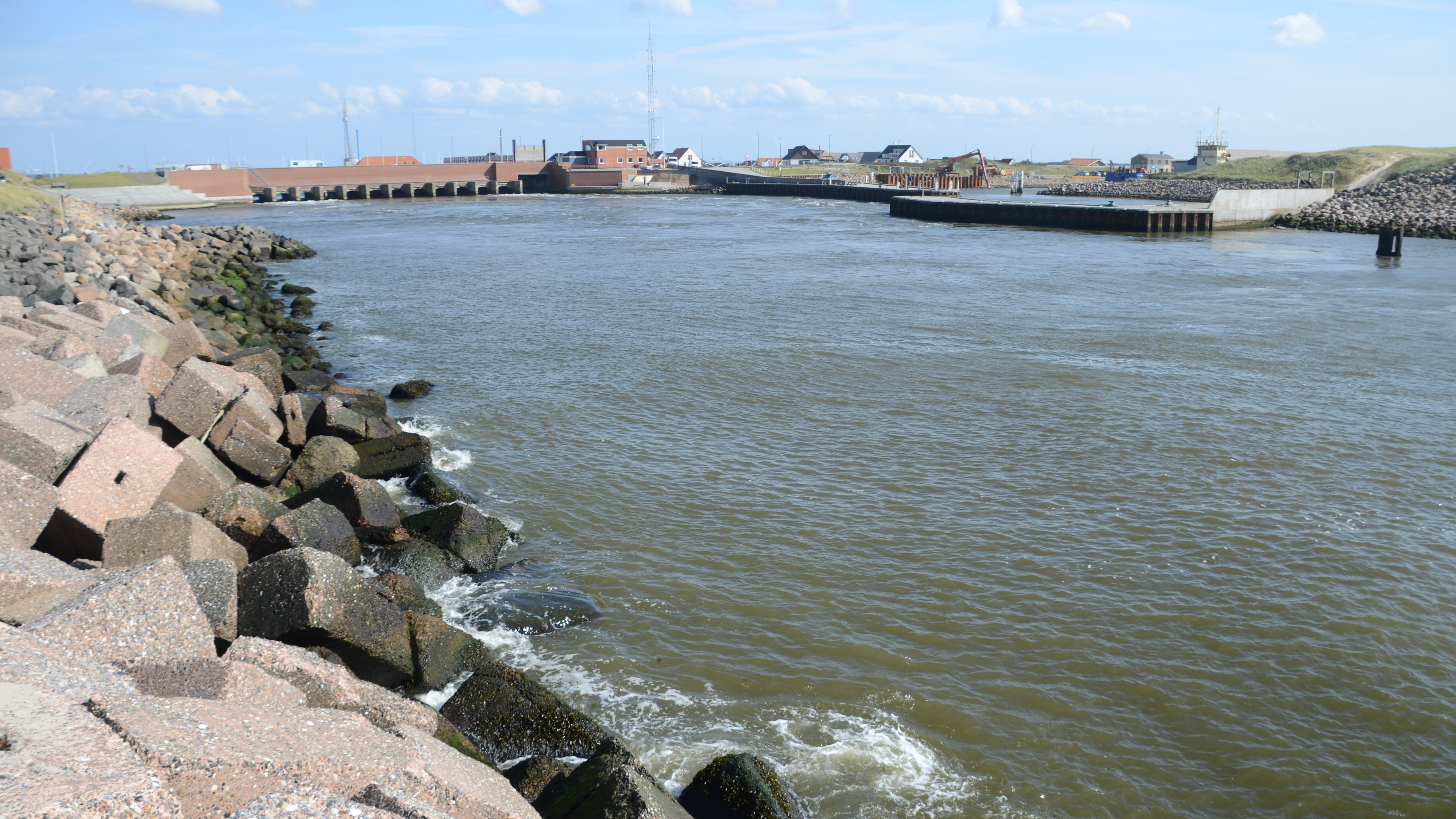
L’écluse et l’entrée du port
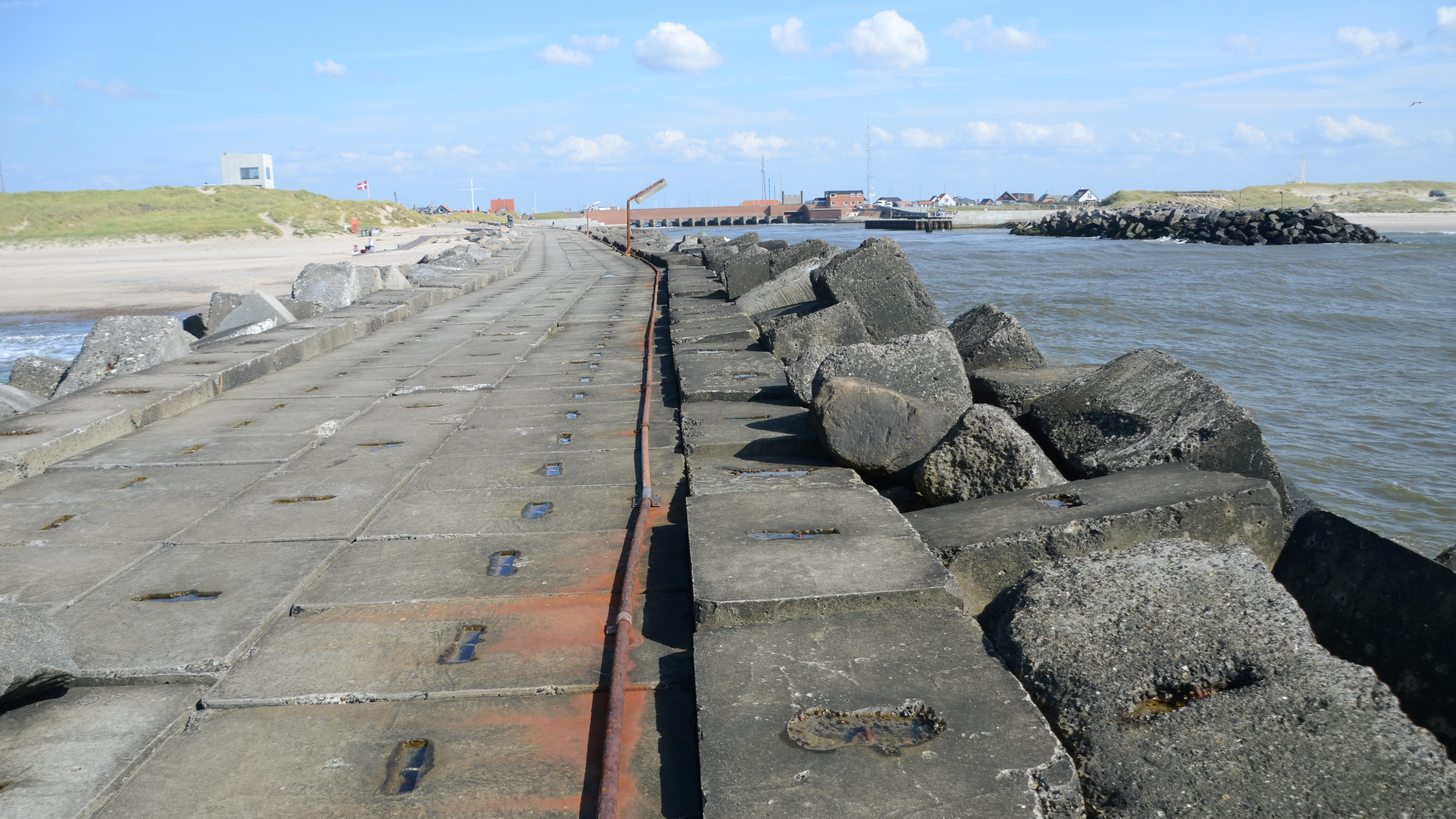
Le canal vu de l’extrémité de la jetée
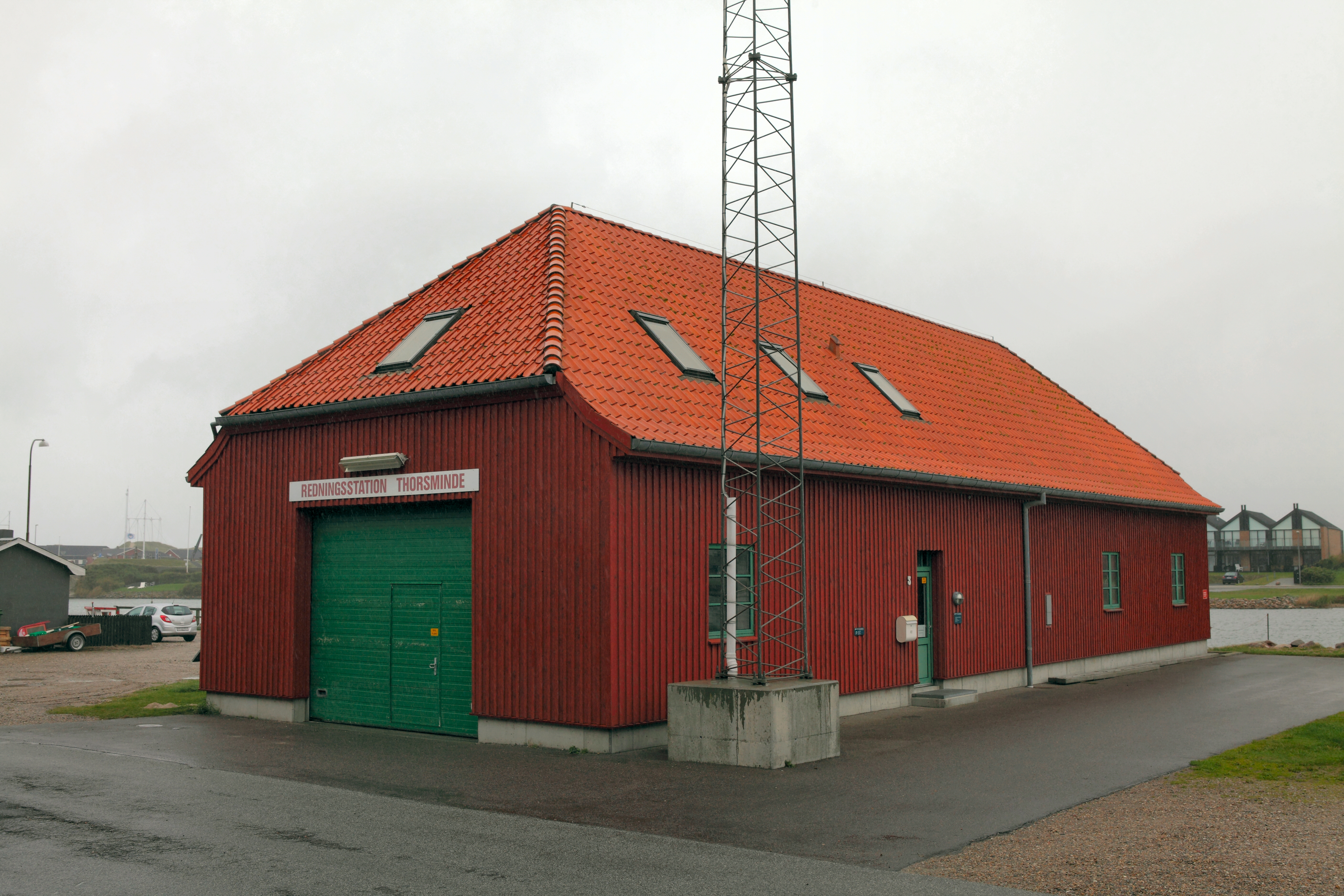
Station de secours de Thorsminde
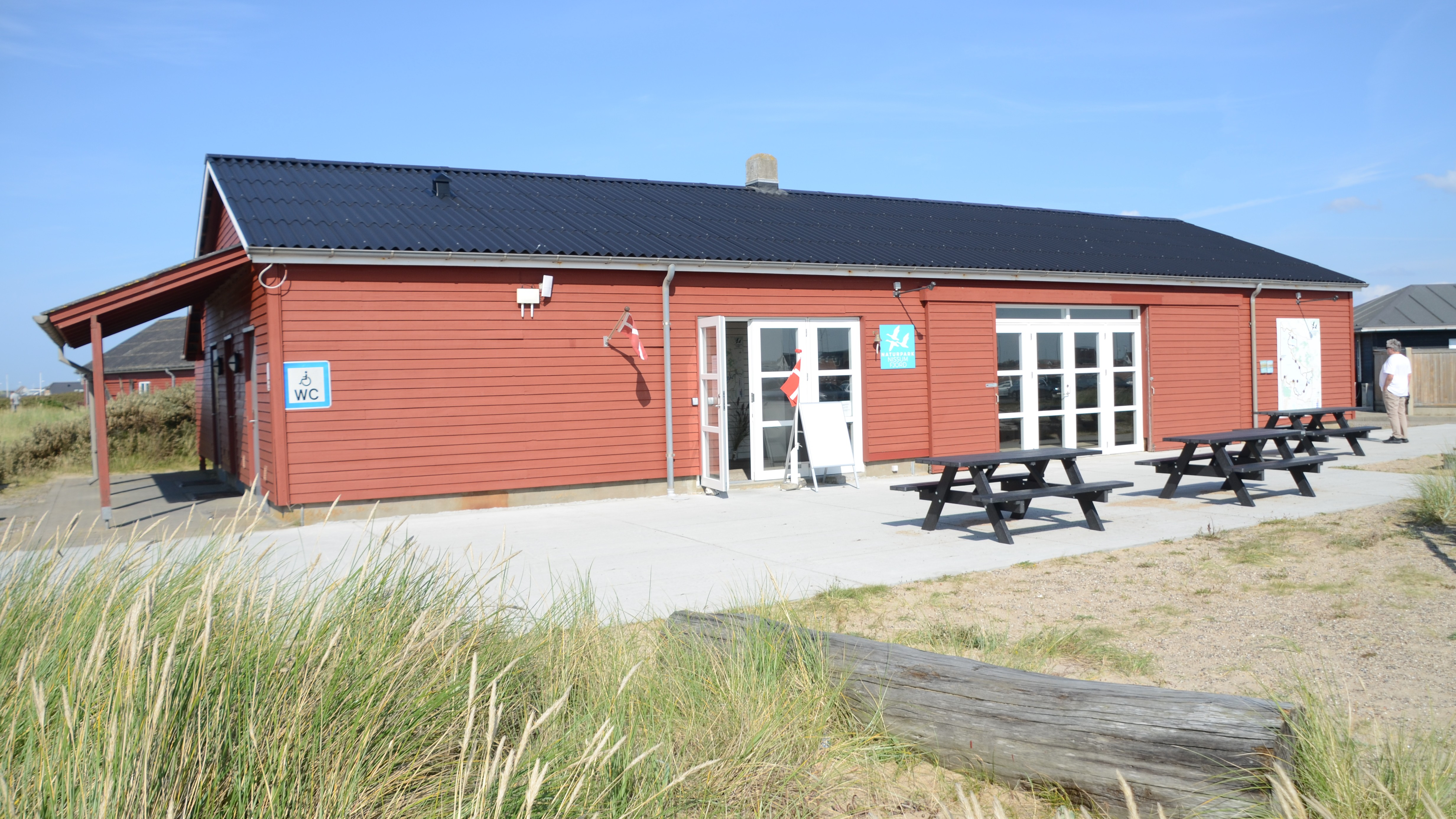
Bâtiment d’exposition, juste à l’est du musée des échouements
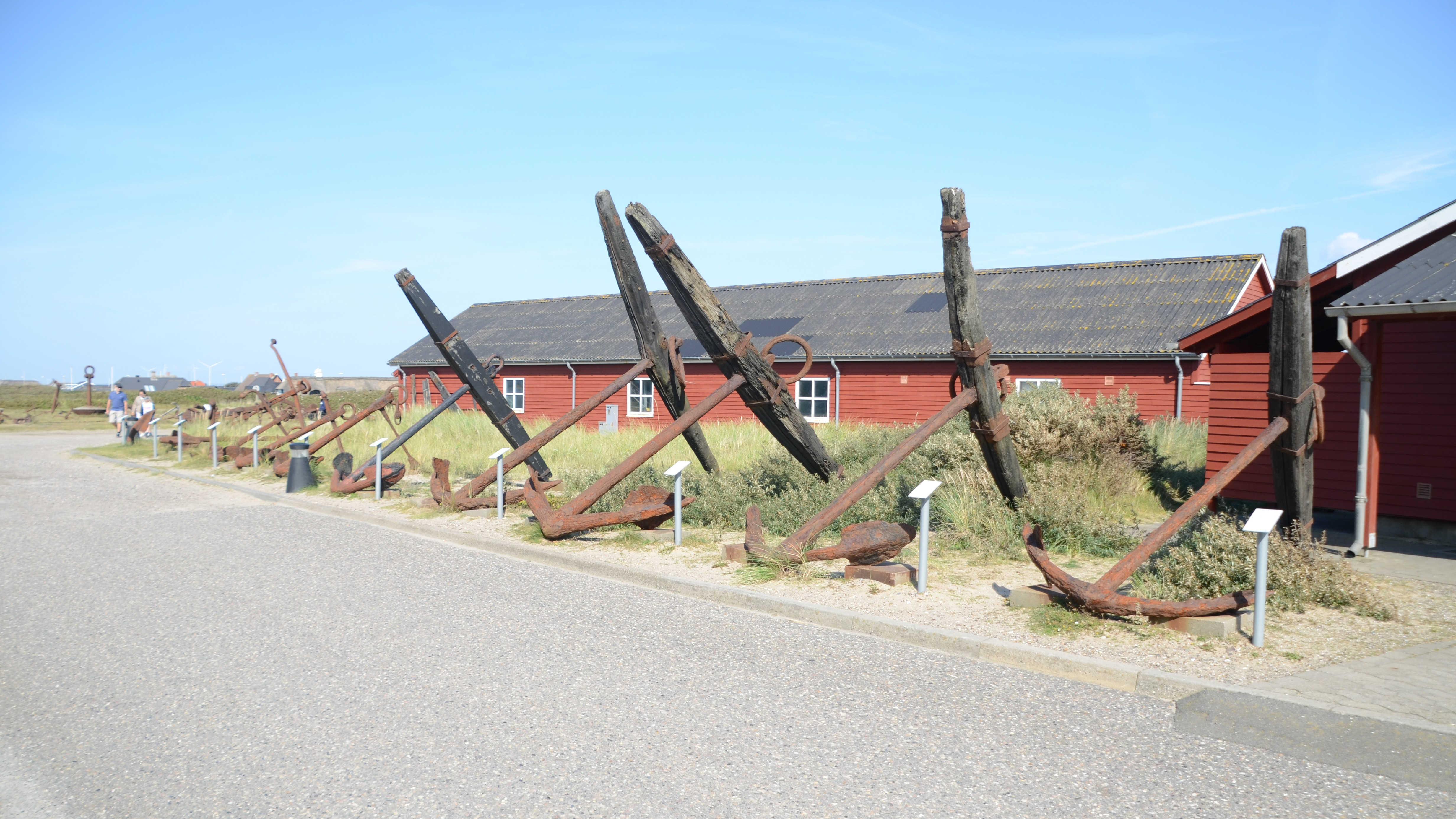
Ancres anciennes au musée des échouements